# Arenho
El Pico de Arenho o Tuc d'Arenho es una montaña de los Pirineos de 2522 metros, situada en la comarca del Valle de Arán en la provincia de Lérida (España).

## Descripción
El Pico de Arenho está situado en la Sèrra de Cuenques, entre los municipios de Viella y Medio Arán y el Alto Arán.
En sus proximidades se encuentra el Tuc dera Pincèla (2546 m).